# لهجة جزائرية
اللهجة الجزائريّة (باللهجة الجزائرية: دّْزِيرِيَّة) وَأيضًا الدارجة الجزائرية وَالعاميّة الجزائرية هي لغة التواصل المشترك الأساسية في الجزائر وَاللغة الأم لمعظم الجزائريين. تعتبرُ مزيجًا من العربية وَالأمازيغية وَالفرنسية، بالإضافة إلى بعض التأثيرات من التركية وَالإسبانية وَالبونيقية وَاللغة الرومنسية الإفريقية.
تصنف كلهجة عربية مرفقة بمجموعة اللهجات العربية المغاربية مع المغرب وتونس وليبيا. تصريفها، ونحوها، واللفظ ومعجمها مختلف نوعا ما عن أدبية اللغة العربية المتعارف عليها. نشأت العربية الجزائرية في القرن الثامن ركيزة على اللغة العربية، وإلى حد أقل الأمازيغية والبونيقية واللاتينية. تم إثراءها أكثر من خلال لغات القوى الحاكمة التي أثرت في هذه المنطقة في القرن السادس عشر، خاصة التركية العثمانية والإسبانية والفرنسية.
ويقدر عدد الناطقين بهذه اللغة أكثر من 40 مليون في الجزائر (31 مليون كلغة أولى) ومليون شخص في الخارج، وبين الشتات، خاصة في فرنسا وكيبيك وبلجيكا، المملكة المتحدة وإسبانيا.

## تنوع لغوي ولهجات الجزائر

توزع لهجات اللغة العربية الرئيسية في الشرق الأوسط وشمال أفريقيا والقرن الأفريقي.

دخلت اللّغة العربية إلى الجزائر بقدوم الفتح الإسلامي للمغرب، كانت قبلها الأمازيغية والبونيقية سائدة. فلما دخل الأمازيغ (البربر) الإسلام واختلطوا بالناطقين بالعربية لغة الدين والديوان (الحكم)، نالها شيء من التغيير - كما في لهجات أخرى كثيرة - لأن ألسنة الأمازيغ لم تتعود على الأصوات العربية والنطق بها، كما أن العرب لم تتعود النطق بالأمازيغية، مما أدى إلى تأثر اللغة العربية في هذه المنطقة (وفي المناطق الأخرى) باللغة المحلية، فتبنت كثيرا من كلماتها وحتى من قواعدها النحوية.
نسبة استحالة (تغيّر) اللغة العربية في الجزائر تعادل نظيرتها في جميع أنحاء الدول الناطقة بالعربية. وتُقاس (في علم اللسانيات) بالابتعاد الزمني عن المورد (اللغة الأم) أكثر بكثير مما تقاس بالاحتكاك مع لغة أخرى· ويقول ابن جني: «اعلم أن العرب تختلف أحوالهم في تلقي الواحد منها لغة غيره، فمنهم من يحف ويسرع فيقول ما يسمع، ومنهم من يستعصم فيقيم على لغته البتة، ومنهم من إذا طال تكرار لغة غيره عليه ألصقت به ووجدت في كلامه» وهذا ما حدث في لغة الجزائري من تأثير وتأثر بين العرب والبربر.
يقول الرحالة المقدسي (توفي 380هـ) عندما نزل بالمغرب في القرن الرابع الهجري عن لسان الأندلس والسائد في الحواضر الإفريقية: «ولغتهم عربية غير أنها منغلقة مخالفة لما ذكرنا في الأقاليم ولهم لسان آخر يقارب الروميّ.»
يذكر المقدسي لهجة شمال أفريقيا والأندلس، أنّها لغة منغلقة مخالفة لبقية الأقاليم التي زارها، كما أن بها مخالطة للسان الروم، في حين يذكر أن لسان غالب البوادي كان لسان البربر.
وبصم الاستعمار الإسباني في سواحل الغرب الجزائري أثرًا واضحًا في اللهجة الجزائرية، ومن بعده الاستعمار الفرنسي للجزائر. ورغم الصراع والمقاومة لرد سياسة فرنسا في محو الشخصية من تقاليد ودين ولغة إلا أّنه نجح على مدى عدة أجيال في جعل الجزائريين يتعاملون في حياتهم اليومية باللّغة الفرنسية، وذلك لأسباب عديدة، منها:
- جُعل التعليم مقتصرا على الفرنسية وحدها طوال مدة الاستعمار
- عدم وجود نهضة حديثة كما حدث في المشرق.

فسادت بذلك اللّهجات المحّلية مع الفرنسية كلغة مشتركة وكانت هذه سياسة فرنسا اللّغوية. ولذلك استمت اللّهجة الجزائرية بالدخيل الفرنسي، واستعمال كلمات أجنبية من بقايا الفرنسية التي ما زالت حية في الدارجة. وشملت عملية التأثر اللّغة الفرنسية أيضًا وكثيرا من اللّغات العالمية التي تأثرت بالسامية، فقد قدم « بيار جيرو » قائمة
طويلة من كلمات عربية دخلت الفرنسية في عصور مختلفة. مع إقامة الدليل العلمي في المعاجم الفرنسية. كما أن للتجاور المكاني دوره في التبادل الثقافي بين الشعوب المتجاورة، وما يتركه ذلك من آثار في لغاتهم فلا تلبث أن تصبح ظواهر لغوية تميز إقليما تمييزا لغويا عن غيره، وتأخذ دور الاقتراض اللّغوي اّلذي يتجاوز الألفاظ إلى الصيغ والتراكيب. وبهذا وصف سوسير اللّهجة الواحدة بالتميز والتفرد حيث يقول: "ولكل لغة لهجاتها وليس لواحدة منها السيادة على الأخريات.(وهي في العادة متفرقة مختلفة).

### لهجات
تتميز اللهجة العربية الجزائرية بعدة تشكيلات إقليمية تنتمي إلى مجموعتين مختلفتين: لهجات ما قبل الهلالية «حضرية» المتأثرة باللهجة لأندلسية، واللهجات الهلالية «بدوية».

#### لهجات هلالية
تنتمي اللهجات الهلالية الجزائرية إلى ثلاث مجموعات لغوية:
- لهجات هلالية شرقية:[12] يتحدث بها في الهضاب العليا حول سطيف، تبسة، بسكرة، برج بوعريريج، المسيلة والجلفة والأغواط (تتميز بنطق حرف غ [ɣ] كـ ق [q])؛
- لهجات هلالية وسطى:[13] من وسط وجنوب الجزائر وجنوب مدينة الجزائر ووهران؛
- لهجات المعقل:[14] يتحدث بها في الجزء الغربي من القطاع الوهراني (لاحظ اللاحقة "ه"، على سبيل المثال "شفته" بينما هي "شفتو" باللهجات الأخرى).

تستند الكوينيه الحديثة، الحضرية والوطنية، بشكل رئيسي على اللهجات الهلالية. اللهجات المختلطة والتي تحمل صفات ما قبل وبعد الهلالية، نتيجة تعرب سكان التل بشكل عام وتكون موجودة في السهول الساحلية. تشمل هذه المجموعة لهجات ولايات قسنطينة، الجزائر، البليدة، عنابة، سكيكدة، الشلف، المدية، عين الدفلى، بومرداس، وهران، مستغانم وغليزان.

#### لهجات ما قبل الهلالية
تصنف اللهجات العربية قبل الهلالية بشكل عام إلى نوعين أنواع: الحضرية و"القروية". يتم التحدث بالعديد من اللهجات ما قبل الهلاليية في الجزائر:
- اللهجات الحضرية أو المستقرة: في جميع المدن الجزائرية الكبرى (مدينة الجزائر، تلمسان، ندرومة، مستغانم، قسنطينة، عنابة، البليدة، إلخ.). كما تحدث باللهجات الحضرية في السابق في مدن أخرى كمعسكر، وبجاية والتي لم يعد يتحدث بها. وهي متأثرة باللهجة الأندلسية.
- اللهجات الريفية أو القروية: والتي تأتي عادة من مزيج تبادلات بين المدن والمناطق الناطقة بالبربرية، المنطقة المثلثية شمال قسنطينة (قبائل الحدرة)، بما في ذلك القل وجيجل (ومن الجدير بالذكر أن نطقها لـ ق [q] كـ ك [k] وت [t] كما تس [ts] وتتميز، مثل اللهجات الشرقية الأخرى قبل الهلالية، من خلال الحفاظ على ثلاثة حروف العلة القصيرة).
  - يتحدث بلهجة طرارا-مسريدة في منطقة شمال تلمسان، بما في ذلك شرق طرارة، رشقون وهنين (يُشار إلى أن نطقها لـ ق [q] كـ أ [ʔ]).

#### قائمة
- لهجة وهرانية
- لهجة مستغانمية
- لهجة أغواطية
- اللهجة السوقهراسية
- لهجة بجاوية
- اللهجة الجلفاوية
- لهجة جيجلية
- لهجة صحراوية
- لهجة شناوية
- اللهجة القبائلية
- لهجة شاوية
- اللهجة الأمازيغية الورقلية
- اللغة الطارقية
- اللغة القورارية
- اللغة التقرتية
- أمازيغية تيديكلت
- لهجة مزابية

## مستوى لغوي
الظواهر اللغوية للهجة العربية الجزائرية مرتبطة بالعربية المعيارية، وبالدخيل التركي أو الفرنسي أو الإسباني وغيره باعتبار أن العربية الجزائرية هي لغة قائمة بذاتها؛ بنظامها الصوتي، والصرفي والتركيبي والدلالي وقدرتها على التعبير.

### إبدال

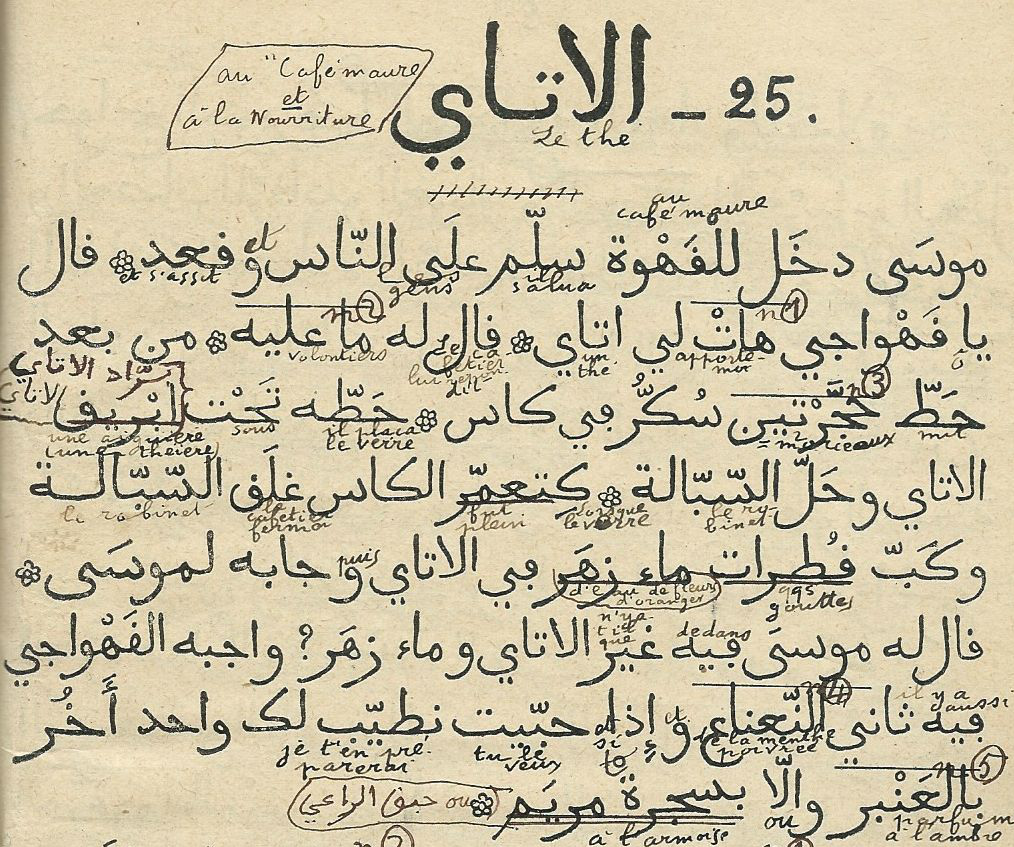
«موسَى دخَل للقهوة سلم على النّاس وقعد، قال يا قهواجي هات لي اتاي، قال له ماعليه، من بعد حط حجرتين سكر في كاس، حطه تحت بريق الاتاي وحل السبالة ، وكِتعمر الكاس غلق السبالة وكب قطرات ماء زهر في الاتاي وجابه لموسى، قال له موسى فيه غير الاتاي وماء زهر؟ واجبه القهواجي فيه ثاني النعناع وإذا حبيت نطيب لك واحد أخر بالعنبر وإلا بسجرة مريم.»- من كتاب "درس متوسط للغة العربية المنطوقة (1924)، لمحمد صوالح.

يتجلى الإبدال في الاختلافات التي تبدو من تغير الأصوات، فتختلف بنية الكلمة ومعناها. والإبدال «وهو جعل حرف مكان حرف آخر مع إبقاء سائر أحرف الكلمة» ، ويشترط فيه أن يتقارب الصوتان مخرجا أو صفة أي في المخرج أو يتحد في الصفة ماعدا الأطباق (سراط - صراط) وهو ظاهرة تكشف عن أوجه التشابه والاختلاف بين اللّغات.
الإبدال بين السين والصاد مثل: سارة ← صارة، وبين القاف والكاف وڨ (‎/ɡ/‏) مثال: قلت لك، ڨلت لك، كلت لك،  وإبدال القاف همزة مثل: قالك ← آلك.
إبدال الهمزة بمد يوافقها: جئت ← جيت، مؤمن ← مومن، بئر ← بير، قراءة ← قراية، ويسمى في اللّغة بباب «الهمز والهت والضغط والنبر». وإبدال الهمزة عينا والعين همزة، وهي ما تسمى بالعنعنة؛ عندما تبدل الهمزة عينا: فتنطق بعض اللهجات قرآن قرعان؛ آذان - عذان. وحرف العين هو حرف حلقي، متوسط بين الشدة والرخاوة عند سيبويه، وهو صوت حلقي احتكاكي مجهور عند المحدثين. وقد تتحور العين همزة كما في بعض الألقاب تماشيا مع اللّغة الفرنسية.
إبدال الذال والظاء والضاد دالا: ومثال على ذلك: هذا ← هدا، بيض ← بيد، ظلمة ← دلمة، حيث وقع الإبدال بينهما من الناحية الصوتية؛ فالدال صوت سني انفجاري، والذال تنطق بين الثنايا، وهو احتكاكي مجهور، ويشتركان في الانفجار. كما أن الظاء تخرج من الثنايا وهو حرف إطباق؛ أي تقعر اللسان إلى أسفل في مقابل الحنك الأعلى فيحدث رنين أو تفخيم، والضاد إطباقي أيضا، وتتمايز اللهجات المحلية في نطق الذال والظاء والضاد (في مثل ضرب وضوء) فمنهم من يغلّظها حتى تماثل الدال المفخمة ومنهم من يقلب الضاد ظاء.
إبدال الثاء تاء مثل: ثلاثة ← تلاتة. والإبدال بين التاء وط مثل: تبسي ← طبسي، طريق ← تريق، الميم والنون مثل: متاع ← نتاع، قسنطينة ← قسمطينة. والجيم زاي مثال: جكارة ← زكارة، عجوزة ← عزوزة.
الإبدال بين النون واللام، مثل: زلزلة ← زنزلة، سلسلة ← سنسلة، فنجان ← فنجال، باذنجان ← باذنجال.

### صوائت صوامت
أصوات اللغة العربية نوعان، صامتة وصائتة وهي تختلف نطقا وسمعا وهي غالبا ما يصيب التغيير كلا النوعين. أمّا الصامت فتتغير بإحلال صوت محل صوت آخر يشبهه في المخرج، كنطق الذال دالا في الدارجة، وكثير من اللهجات العربية. وأما الصوائت فتتغير بتحويل الصائت القصير إلى صائت طويل أو العكس أو إبدال الفتحة بكسرة وهذا يندرج ضمن الإمالة.
- صوائت:

إن نطق الصوائت يقوم على شكل ممر الهواء المفتوح فيما فوق الحنجرة، فالصائت هو صوت مجهور لا يسمع له انفجار أو احتكاك، والصوائت هي الكسر والضم والفتح وهي
قصيرة، والواو والياء والألف وهي طويلة وهي أصوات مد ولين أيضا، الكسر والضم؛ كسر
حرف المضارعة. وفي المقاطع الممدودة في بعض الأفعال عند التصريف.

#### فونولوجيا
صوتيات الألفبائية الصوتية الدولية مترجمة في هذه المقالة:
27 حرف ساكن (صامت):
| ‎/b/‏ | ‎/p/‏ | ‎/t/‏ | ‎/dʒ/ʒ/‏ | ‎/ħ/‏ | ‎/χ/‏ | ‎/d/‏ | ‎/r/‏ | ‎/z/‏ | ‎/s/‏ | ‎/ʃ/‏ | ‎/sˤ/‏ | ‎/dˤ/‏ | ‎/tˤ/‏ | ‎/ʕ/‏ | ‎/ʁ/‏ | ‎/f/‏ | ‎/v/‏ | ‎/q/‏ | ‎/ɡ/‏   | ‎/k/‏ | ‎/l/‏ | ‎/m/‏ | ‎/n/‏ | ‎/h/‏ | ‎/w/‏ | ‎/j/‏ |
| b   | p   | t   | j      | ḥ   | x   | d   | r   | z   | s   | š   | ṣ    | ḍ    | ṭ    | ε   | γ   | f   | v   | q   | g     | k   | l   | m   | n   | h   | w   | y   |
| ب   | پ   | ت4  | ج1     | ح   | خ   | د3  | ر   | ز   | س   | ش   | ص    | ض/ظ  | ط    | ع   | غ   | ف   | ڥ   | ق   | ݣ/ڨ 2 | ک/ك | ل   | م   | ن   | ه   | و   | ي   |

- ^1 ينطق حرف ج ‎/dʒ/‏ كجيم معطشة وچ ‎/ʒ/‏ حسب المناطق.[19]
- ^2 يستخدم الحرف ݣ فقط في غرب الجزائر، بالقرب من الحدود مع المغرب (خاصة في القطاع الوهراني). في بقية المناطق، يكتب ڨ (خاصة في منطقة القبائل).
- ^3 يتم الإبدال بن د ‎/d/‏ وذ ‎/ð/‏.
- ^4 يتم الإبدال بين ت وث.

6 حروف مصوتة (صائتة):
3 مصوتة طويلة:
- ‎/aː/‏ ا : صِحاب
- ‎/iː/‏ ي: قريت
- ‎/uː/‏ ِ : تِلِفون

3 مصوتة قصيرة:
- /a/ ا [æ] على سبيل المثال، سامح / sæməħ /، [تاء مربوطة] على سبيل المثال قَهوَة، أو نسخة أقصر [(فتحة)، ɑ]، على سبيل المثال رَبي.
- ‎/i/‏ (كسرة) على سبيل المثال، هِيَ ‎/hijjɑ/‏
- ‎/u/‏ (ضمة) على سبيل المثال، قُبَّة ‎/qub:ɑ/‏

بالإضافة إلى schwa، تحل محل ‎/e/‏ في بعض المواضع، على سبيل المثال، أنتَ ‎/ənte/‏
يمكن القول إن واحدة من أبرز سمات اللهجات المغاربية، بما في ذلك الدارجة الجزائرية، هي انهيار الحروف المصوتة القصيرة في بعض المواقف:
اللغة العربية الفصحى: كِتاب (kitab)، في الدارجة: كْتاب ‎/ ktæb /‏
كَلام (kalam)، في الدارجة: كْلام ‎/klæm/‏
يتم تبسيط الكلمات العربية القياسية التي تحتوي على ثلاثة مقاطع:
حَجَرة ‎/ħɑdʒɑrɑ/‏، في الدارجة: حَجْرة ‎/ħɑdʒrɑ/‏.
يُكمِل، في الدارجة: يْكَمَْلْ. رَمَضَان، في الدارجة: رَمْضَان.
الدارجة الجزائرية غنية بشكل خاص في أصوات اللهوي، الحلقي، والبلعمة ("الساكن المتماسك"). تعتبر الأصوات فوق الصوتية والتأكيدية عمومًا هي: q، x (ق)، و (ض) ṣ، ḍ ﷺ، وṭ (تْس) على التوالي.
الغير المشدد ر ‎/ r /‏ والمشدد رّ ‎/ rˤ /‏ هما صوتان منفصلان تمامًا، لا يتناقضان أبدًا تقريبًا في الأشكال ذات الصلة للكلمة.
‎/ ərrɑmle /‏ الرَّملة (الرمل)
‎/ jədʒri /‏ يجري
- الأصل ‎/ q / ق‏ ينقسم بشكل جماعي إلى ‎ق / q /‏ و‎ڨ / ɡ /‏ في معظم اللهجات ولكن يتم الحفاظ على ‎ق / q /‏ طوال الوقت في جميع المدن الكبرى مثل الجزائر، وهران، قسنطينة. وأحيانا بالتبادل.

### مستوى صرفي
- الأفعال: في الفعل الثلاثي المجرد: يكتب - يشرب، بالكسر والفتح، وبالضم في الأمر والماضي «رحت» - «روح» هذا بالنسبة للمبني للمعلوم، أما صيغة المبني للمجهول فتأتي على وزنيّ «اَنْفْعَل» - «يَنْفْعَل» أو «أَتَّفْعَل» - «يَتَّفْعَل». في التصريف لا توجد صيغة المثنى، كما أن الضمير "أنتما" يستعمل مع الفعل كالآتي: نتوما اكتبوا وليس "أكتبا" للمثنى والجمع المذكر والمؤنث.

### مستوى نحوي
المستوى النحوي في الدارجة الجزائرية لا يخرج عموما عن النحو العربي، لكن أيضا يوجد بعض التحريفات بنية الدارجة بالنسبة للعربية المعيارية:
- في صيغ الأفعال، مثل: «دْخَل ← يدخل» و«خْرَج ← يخرَج» و«سْمع، يسمَع». وهذا كله بتسكين الحرف الأخير وفتح العين في المضارع بدل ضمها.
- أحيانا يكون إسم الفاعل على وزن «فْعَّال»، مثال:

1. كذب (فْعل) ← كْذَّاب (فْعال)
2. سرق (فْعل) ← سْرَّاق (فْعال)

وأحيانا على وزن «فَاعِل» كـ: قرا ← قاري، شرب ← شارب
- حذف نون الرفع، مثال :

1. يدخلون ← يدخلو
2. يخرجون ← يخرجو
3. يأكلون ← ياكلو

(مع فتح الفاء وتسكين العين).
- حذف همزة الوصل من أل التعريف القمرية والإبقاء على اللام، مثال :

1. البحر ← لْبحر
2. القمر ← لْقمر
3. المهم ← لْمهم

- حذف همزة الوصل والقطع في الأسماء، مثال :

1. إبراهيم ← بْراهيم
2. الياس ← لْياس
3. احمد ← حْمد
4. الأرض ← لارض
5. الأساس ← الساس
6. ابن ← بن

- في اسم الفاعل: يُأتى باسم الفاعل من المعتل على الأصل ودون إبدال ففي باع يقولون بايع بدل بائع وفي سال سايل بدل سائل وفي صام صايم بدل صائم وكلها اشتقا قات صحيحة الأصل. كما نراهم يدخلون عليه نون الوقاية. ومعلوم أن هذه النون تدخل في العربية لتقي الفعل من الكسر نقول: سامحني خاصمني لكنهم يقولون مسامحني، مخاصمني. والسبب كما هو ظاهر أنهم لما سكنوا (اللام) التقى ساكنان ففرقوا بينهم بهذه النون. وقد ذكر ابن هشام أنه يجوز أن تلحق هذه النون اسم الفاعل أيضا تشبيها له بالفعل كما في قول الشاعر: «فما أدري وكل الظن ظني أمسل مني إلى قومي شراحي» أي «شراحيل».
- في الأسماء الخمسة: لا تلتزم العامة هنا بقاعدة هذه الأسماء بل تأتي بها مرفوعة في كل الحالات مثل: (مشى خوه، ضربت خوه، كتاب خوه).
- الاسم الموصول: تعوض الأسماء الموصولة «الذي، التي اللذان، اللتان، الذين، اللاتي وغيرها» بلفظ «اللي». وحينما ننظر إلى تركيبة هذا اللفظ نجده يأخذ القسم الأول من تلك الأسماء (ال) بالإضافة إلى الحرف الأخير أحيانا. وقال الكوفيون أن: الألف واللام قد تقام مقام (الذي) لكثرة الاستعمال طلبا للتخفيف قال الفرزدق: ما أنت بالحكم الترضى حكومته ولا الأصيل ولا ذي الرأي والجدل.

### مستوى دلالي
يتصل هذا المستوى بالمفردات ودلالاتها، وتنوع معانيها من منطقة لأخرى، بل حّتى في المنطقة الواحدة، وقد نشأ عن هذا التنوع المشترك والمتضاد والترادف وعرف ذلك قديما في لغات القبائل، كما تتصف بعض الألفاظ بالانتقال أو المجاز في معناها تخصيصا أو اتساعا. ومن مفردات الدارجة الجزائرية ما نجد أصوله عربية، أو بربرية، أو بونيقية، أو أندلسية، أوعثمانية وإسباني أو فرنسي، أو غيرها من اللغات. معاني المفردات ودلالتها جاءت بسبب مواقف اجتماعية مركبة حيث أن اللغة ظاهرة اجتماعية، يغلب على معجم الدارجة المفردات العربية وأحيانا بدلالات مختلفة عن الأصل؛
| المفردة                   | الدلالة   | الأصل                         |
| ------------------------- | --------- | ----------------------------- |
| وَاقِيلْ / وقيلَا             | ربما      | "قيل كذ، وقِيلَ كذا.."          |
| وَالُو                      | لا شيء    | "لا يملك ولَوْ.."               |
| ماعْليش /ماعْليهش / ماعليكش | لا بأس    | "ما عليه شيء" / "ما عليك شيء" |
| ماكانْ لاه                 | لا داعي   | "ما كان له داعٍ"               |
| بَرْكا، بَرَكات               | توقف، كافٍ | "فيه بركة"                    |
| كايِن                      | يوجد      | "كاين" (من الكينونة)          |
| (مْ)نْتاعي                  | ملكي      | "متاع"، "أمتعتي"              |
| علابالي                   | أعرف      | "على بالي"                    |
| لاباس                     | بخير      | "لا بأس"                      |
| يْسَقْسي                     | يسأل      | "يستقصي"                      |

## مفردات

### اختلافات محلية في الدارجة الجزائرية
يوجد هناك اختلاف على المستوى المحلي في الدارجة الجزائرية، ويلاحظ هذا الاختلاف تحديدا في المناطق القريبة من الحدود (المغرب وتونس)، سواءا في القواعد أو المفردات.
- لهجة الغرب لا تملك نفس لاحقة بقية اللهجات الجزائرية، فهم يضيفون «ه» في حين بقية الجزائريين يضيفون «و» (باستثناء اللهجات الحضرية وشرق وهران). على سبيل المثال، «شفته»: بينما هي «شفتو» في اللهجات الأخرى.
- في تلمسان يتم استبدال حرف القاف إلى ألف. على سبيل المثال: «قُلت» / «أُلت»، «قهوة» / «أهوة».
- في جيجل، اللهجة الجيجلية تستبدل حرف «ق» إلى «ك» وتتميز بنطق «ت» كـ «تس» مثل بقية منطقة الشرق.
- تستبدل اللهجة العنابية الحرف المصوت «‎/iː/‏ ي» في بعض الكلمات ب «‎/aː/‏ ا» فتكون: «فاها» بدل «فيها»، «علاها» بدل «عليها»، «ملاحة» بدل «مليحة».
- في المسيلة والجلفة والأغواط تم الإبدال بين حرق غ [ɣ] وق [q]. على سبيل المثال: «الأغواط» / «الأقواط»

تأثرث بعض اللهجات باللهجة الأندلسية التي أدخلها اللاجئين الأندلسيين، بما في ذلك اللهجات الحضرية.
مثل كل دول العالم، الدارجة الجزائرية تختلف من منطقة إلى أخرى. وهنا بعض الكلمات والاختلافات من منطقة إلى أخرى، إلا أن هناك اختلافات أيضا على مستوى المنطقة الواحدة، يشير الجدول أدناه فقط إلى الكلمة المسيطرة على المنطقة.
| اللغة العربية | لهجة الشرق               | لهجة الوسط       | لهجة الغرب          | لهجة الجنوب       |
| ------------- | ------------------------ | ---------------- | ------------------- | ----------------- |
| سوف           | راح - ح                  | راح - ح          | غادي - غ            | راح - غادي        |
| جميع          | كامل - أوكل - بلكل       | كامل - ڨع        | ڨع - أوكل           | قع                |
| غاضب          | مْتَغَشَّش - مغشش             | زعفان            | زعفان               | زعفان             |
| جدا / كثير    | بزاف - ياسر              | بزّاف             | بزّاف                | ياسر - بزاف       |
| أيضا          | تان - زادة               | تان - ڨانا       | تان                 | تان               |
| البيض         | لبَيْض - لعظم              | لبيض - ولاد لجاج | لبيض - ولاد لجاج    | لبيض              |
| الطماطم       | طماطم - طوماطيش - لماطيش | طوماطيش          | طوماطيس - طوماطيش   | طوماطيش           |
| يا أخي        | يا خويا - يا خّي          | يا خويا - يا خو  | يا خويا - يا خيِّي    | يا خويا           |
| أحبك          | نحَبَّك - نشتيك             | نحبك             | نبغيك - نحبك        | نحبك - نبغيك      |
| جيد           | زين - باهي - مليح        | مليح - لاباس     | مليح - لاباس - غايا | مليح - زين - باهي |
| سيئ           | شين - خايب               | ماشي مليح - عيان | ماشي مليح - شين     | خايب - شين        |
| الجزائر       | دزاير - جزاير            | دزاير - جزاير    | دزاير - جزاير       | دزاير - جزاير     |
| ملكي          | (ن)تاعي - ديالي - تاعي   | (ن)تاعي - ديالي  | (ن)تاعي -ديالي      | (ن)تاعي           |
| نعم           | ايه - هيه                | ايه - أنعم       | واه                 | واه - نعم - ييه   |
| لا            | لالا-أواه -أها           | لالا             | لْا                  | لا - لالا         |
| أسرع          | أَزْرَب                     | غاول - خُف - اُغسُب | أزرب - خُف           | أزرَب              |
| سيارة         | طُنوبيل                   | طونوبيل - كرُّوسة  | لوطو                | لوطو - طونوبيل    |

### كلمات استجوابية
معظم الكلمات الإستفهامية الجزائرية مكونة من كلمتين مركبتين، «آش» والتي تعني "ماذا"، تسبقها (أحيانا تليها) كلمة متعلقة بماهية الإسفهام؛ (مثال: وقت + آش = وقتاش).
| الدارجة الجزائرية | الأصل في اللغة العربية الفصحى |
| ----------------- | ----------------------------- |
| آش\واش ؟ / وشنو؟  | و\أي شيء؟ / وأي شيء هو ؟      |
| (ا)شحال ؟         | أي شيء حال ؟                  |
| وقتاش\ه ؟         | وقت أي شيء ؟                  |
| كيفاش\ه ؟         | كيف أي شيء ؟                  |
| علاش\ه ؟          | على أي شيء ؟                  |
| (ا)شكون ؟         | أي شيء يكون ؟                 |
| قداش\ه ؟          | قد أي شيء ؟                   |
| قيساش\ه ؟         | قيس أي شيء                    |
| وين ؟ / فاين ؟    | وأين ؟ / في أين ؟             |
| منين؟             | من أين؟                       |

### أشكال التأدب
| الدارجة الجزائرية                   | التعبير في اللغة العربية |
| ----------------------------------- | ------------------------ |
| صحّا، صحّيت، يعطيك الصحة، ربي يعيشك   | الشكر                    |
| بلا مزية                            | العفو                    |
| السلام عليكم. السْلام، عسّلامة، مرْحبا | التحية                   |
| صْباحْ لخِير                           | صباح الخير               |
| مسلخير                              | مساء الخير               |
| بسْلامة، في لامان، أبْقى عْلى خِير      | إلى اللقاء               |
| من فضلك، مادابيك، ربي يعَيْشك، تعيش   | من فضلك، أرجوك           |
| جُوز، تْفضل                           | تفضل (الترحيب)           |
| أسْمحلي، سامَحني                      | اعذرني، آسف              |

#### أيضا
- ربي يعاونك (أعانك الله) ‒ يرحم والديك (رحم الله والديك).
- صحَّ رمضانك (تهنئة رمضان) ‒ يسلمك نتا زادة\تان (الرد).
- صحَّ عيدك. كل عام ونتا بخير. تعيد وتزيد، لعقوبة للعام لجاي (تهنئة العيد).

### كلمات من أصل غير اللغة العربي
تستمد مفردات اللهجة العربية الجزائرية إلى حد كبير من اللغة العربية. ولكن الكلمات من أصل غير عربي كثيرة، وخصوصا ذات الأصول من الأمازيغية، أو أمازيغية تم تعريبها. بالإضافة لهذا، مؤخرا الكلمات من أصل فرنسي أو فرنسية معربة أصبحت تستعمل أكثر ويتحدث بها بشكل يومي في الجزائر، وخاصة في المدن الكبيرة.

#### كلمات جزائرية من أصل أمازيغي
- فرماش (عديم الأسنان)
- فكرون (سلحفات)
- لوسا (أخت الزوج)
- عڤون (أبكم/تلعثم)
- ڤنين (أرنب)
- تڤرع (تجشئ)
- شلاغم (شارب)
- فرطاس (أصلع)
- هيدورا (جلد الحيوان)
- غوفالا (الشعر الكثيف)
- مكشرد (زغبي)
- تاغيوليت (حماقة)
- لالة (سيدة)
- دادا (السيد)
- ديدي (العم)
- زليف (الجمجمة)
- دمير (دفع)
- الرزوزي (زنبور)
- ترغلا (الفطر (الغبار بالجيجلية))
- نزغوم (ورطة)
- مازوزي (آخر طفل في الأسرة)
- مزوار (الطفل الأول في الأسرة)
- دادا (الأخ الأكبر)
- نانا (الجدة)
- تبروري، تيبرولي (البرد)
- قلمونة (غطاء الرأس في اللباس)
- يشير (الطفل)
- شيرة (فتاة)
- ڤرلو (صرصور)
- ڤوربي (منزل)
- بوفرططو (فراشة)
- جرانا (ضفدع)
- بوزنزل (دبور)
- ناناج (جدة)
- تاتاج (جد)
- زرزومية (سحلية)
- أغولال، بوجغللو (حلزون)
- تاغنانت (عناد)

#### كلمات جزائرية من أصللاتيني
- يْناير (يقصد به رأس السنة) من ينايريوس Yanuarius، السنة الرومانية الجديدة
- صوردي (الجمع "صوارد") (مال) من صولدي soldi (العملة الرومانية)
- سبيطار (مستشفى) من هوسبيتاليس hospitalis
- قمجة من كاميسا camisia
- فَلُّوس (صغير الدواجن) من بولوس pullus
- باندي (لصوصية) من banditry

#### كلمات جزائرية من أصلعثماني
- بالاك (ربما)، أصلها Belki
- بقْراج (غلاية)
- باشْماق (حذاء الوضوء)
- دولما (أطباق خضروات محشي)
- دوزان (أدوات)
- ڤاوْري (أوروبي)
- قهواجي (بائع القهوة) من التركية العثمانية قهوه جى (Kahveci في التركية الحديثة): صاحب مقهى
- طبْسي (صحن)
- تقاشر (جوارب)
- سنيوة
- سوكارجي (سكران)
- زوالي (فقير)
- زرْدة (وليمة، مأدبة)

#### كلمات جزائرية من أصل إسباني (معظمها في الغرب)
- كوزينة من Cocina
- البوهو (البومة) من El Buho
- سبّاط (حذاء) من zapato
- باباغِيُّو (الببغاء) من papagayo
- الفيشْطة (حفلة كبيرة) من fiesta
- سْبَرْدينة (خف)
- صنْدالة من Sandalia
- ميزيرية (بؤس) من miseria
- بوڨاطو (محامي) من abogado

### عبارات شائعة (مفيدة)
- واش بيك، مالك، آسم صرالك؟ = (مابك؟)
- شحال عمرك؟ = (كم عمرك)
- تّخّدّمّ ولا تْقْرى؟ = (تعمل أم تدرس)
- مْنين نتا؟ = (من أين أنت؟)
- وين تّسّكن؟ = (أين تقيم؟)
- وين جايّة؟ = (أين تقع؟)
- ماعليش نْسْقْسيك؟ = (هل يمكنني أن أسألك؟)
- مْرْحْبا بيك لهنايا = (مرحبا بك هنا)
- شحال يدير هاد السروال؟ = (كم ثمن هذا السروال)
- وْشْنو هادا/ وَسْمو؟ = (ما هذا ؟ /ما اسم هذا ؟)
- جيبلي/ أعطيلي هاداك للي موراك = (أحضرلي/أعطني ذاك الذي وراءك)
- واش دْخّلك؟ = (ما دخلك؟)
- بلعاني = (عمدا)
- طّير! طبڨ! تلف = (انقلع!)
- ياخي..! = (يالك../ يا له..!)
- أخطيني، قيلني = (دعني وشأني)
- ياك، ياخ = (أليس كذلك)
- حقا = (بالمناسبة)
- يبلعط (يراوغ، يتحايل)
- بيدما، مابيد = (ريثما)
- يادْرا = (يا ترى)
- صوالح، عفايس = (أمور)

### أمثلة على المفردات
- فعلت/قمت: درت
- سوف/سـ: راح (حـ)، غادي
- أذهب: نروح، نمشي
- آتي: نجي
- أنحني: نطاطي
- أتعثر: نتعكل
- أشعر: نْحَس
- أدردش: نڨسر
- أصدق: نآمن
- أثق: نوثق، ندير الثقة
- أنظر، أرى: نشوف، نخزر
- أشاهد: نتفرج
- أنتظر: نستنى
- أحاول/أجرب: نجرب
- أصْبِح: نولي
- أترك/أدع: نخلي
- أجلس: نقعد
- أمُر، أجتاز: نعڨب، نجوز
- أنقذ/انقذني!: نسَلك (نمَّنع)، سلكني!
- أساعد/ساعدني: نعاون، عاونِّي
- أبحث: نْحوس (أيضا تعني : أتنزه)
- أضَيع/ضاع: نبحر (نودر)، تبحر (تودر)
- أجد: نلقى
- أحتاج: نسحق، نحتاج
- اعتمد: نتكل
- اسألك، اجيبك: نسقسيك، نجاوبك
- الاحترام/أحترمك: لقدر، نقادرك
- أسرعُ: نزرب، نغاول، نشاوط
- أستطيع: نقدر، نجم
- أعتاد: نوالف
- أستعد: نوجد
- أتذكر: نتفكر، نشفى، نعقل
- أفكر: نخمم، نفكر
- أسحب: نجبد
- أجُر: نكركر
- أترجى : نحلل
- أساير: نساعف
- أقفز: ننڨز
- استدرت : دُرت (دورة، تعني أيضا : جولة)
- أدفع (الثمن): نخلص / أدفع (الشيء): نطبع
- أسقِط: نطيح
- أقف/أنهظ: نوقف، نوض
- أضع: نحط
- أنزع: نحي
- أعطي: نمد، نعطي
- آخذ: ندي
- أصافح: نخمس، نبُونجر
- أرعب: نخلع
- أتأخر: نبطا، نتعطل، نتوخر
- أرسل: نبعث
- أغصب، غصبا/رغما عنك: نسيف، بسيف عليك
- أتعب، أرهَق: نعيا
- أنهِي، أنهيت، تنتهي: نكمل، كَمْلت، تَكمل
- أظن/أعتقد: نظن، نحساب
- أتكلم: نهدر
- أنام: نرقد، ننعس
- أغضب: نزعف، نتغشش
- أهجم: نزدم
- أجبذ، أستحسن: مادابيا
- أستحق: نستاهل
- ألم/وجع: وجع، سْطَرْ
- لا داعي: ما كان لاه
- حدث/يحدث: صرا، صاري
- أمامك: قدامك، حذاك
- أطبخ: نطيب
- أُصْلِح: نسڨم، نَعدل
- أتلف: نْخَسر
- ممل: سامط
- موجود: كاين
- بالضبط، تماما: سْوَاسْوَا، بْدَّاتْ
- كسول: فنيان
- مستحيل: مُحال، ماكانش منها
- يجب: لازم، يليق
- صعبة: صعيبة، واعرة
- سهلة: ساهلة
- المكان، الموقع: البلاصة، لمكان
- خِدمة: مزية
- وظيفة، عمل: خَدمة
- الأفضل، الأحسن: لمخير، لمليح
- صراخ: عياط، زڨا
- واضح، تبدو: باين
- نظيف: نقي
- أسبوع: سمانة، سيمانة
- سيارة: طونوبيل، كروسة، لوطو
- يلائم، يليق: يوالم، يواتي
- حقيقي: حقاني، تع الصح
- متماثل: كيفكيف
- ربما: واقيل، بالاك
- إحذر: رد بالك، بالك
- أبدًا: عمري ما
- البستان: لبْحِيرة
- الحديقة: الجنينة
- السيد، سَيدي: السي، سِيدي
- السيدة، سَيدتي: لالة، لالاتي

### أشهر
أسماء الشهور الجزائرية هي تعريب للأسماء باللغة الفرنسية:
- جانڥي
- فيڥري
- مارس
- أڥريل
- ماي
- جوان
- جويلية
- أوت
- سبتمبر
- أكتوبر
- نوڥمبر
- ديسمبر

### الأرقام
| 1         | 2         | 3        | 4         | 5         | 6         | 7         | 8         | 9         | 10        | 11   | 12   | 13    | 14     | 15     | 16   | 17     | 18     | 19     | 20    |
| --------- | --------- | -------- | --------- | --------- | --------- | --------- | --------- | --------- | --------- | ---- | ---- | ----- | ------ | ------ | ---- | ------ | ------ | ------ | ----- |
| واحد      | زوج       | ثلاثة    | ربعة      | خمسة      | ستة       | سبعة      | ثمنية     | تسعة      | عشرة      | حداش | طناش | ثلطاش | ربعطاش | خمسطاش | سطاش | سبعطاش | ثمنطاش | تسعطاش | عشرين |
| اللول (ة) | ازاوج (ة) | ثالث (ة) | ارابع (ة) | لخامس (ة) | اسادس (ة) | اسابع (ة) | اثامن (ة) | اتاسع (ة) | لعاشر (ة) |      |      |       |        |        |      |        |        |        |       |

## قواعد

### العطف، النصب والجر
| اللغة العربية | الدارجة الجزائرية   | ملاحظات الاستخدام                                                                             |
| ------------- | ------------------- | --------------------------------------------------------------------------------------------- |
| لكن           | بَّصح - لكِن           | الإستدراك                                                                                     |
| أنَّ            | بَّلي                 | مثال: «قُلتَ لي أنَّ المنزل بعيد» / «قلتْ لي بلي الدار بعيدة»                                      |
| لأنَّ           | خاطر (ش) - على خاطر |                                                                                               |
| أم - أو       | ولا                 |                                                                                               |
| ثم - بعد      | منبعد - أومبعد      |                                                                                               |
| لكي           | باش - باه           |                                                                                               |
| كأن - كما - ك | كَلِي - كيما - كِي شْغل | مثال: «كأنك تطير» / « كلي (كي شغل) راك تطير» مثال: «كما تريد» / « كيما تحب»، « كي نتا، كي هو» |
| عندما، لَمّا    | كِي - مِين            | مثال: «عندما تكون نائما» / « كيِ/مِين تكون راقد»                                                |
| إذًا - إذن     | مَْالا                |                                                                                               |
| إمَّا           | يا - سْوا            | مثال: « يا (سوا) تكون، يا (سوا) ما تكونش»                                                     |
| إلا           | غِير                 | الاستثناء                                                                                     |
| حَتى           | حتى                 | إنتهاء الغاية، مثال: «قريت الكتاب حتى الصفحة اللخرة» تستعمل أيضًا ككلمة نافية                  |
| لو            | لُوكَان - إذا         |                                                                                               |
| و             | و- أُو               | عادة ما تستعمل "أُو" عندما تبدأ الكلمة اللاحقة بحرف "و"                                        |
| إلى           | لْ                   | مثال : «إلى المدرسة» / « لْـلمسيد»                                                             |
| في            | في - فْ              | مثال : « فـلجامع»، « في دارنا»                                                                |

### ضمائر وتصريف الافعال
قبل كل فعل، وفي معظم الاوقات، يُستعمل «فعل مساعد» (ما يسمى بالإنجليزية auxiliary)؛ تصريف الفعل «دَّار» (فَّعل) و/«لعب»:
| الضمير باللغة العربية | الضمير بالدارجة الجزائرية | الفعل المساعد | وزن الفعل المضارع | مثال "دَّار" في المضارع | وزن الفعل الماضي | مثال "دَّار" في الماضي | في الأمر | مثال "دَّار" في الأمر |
| --------------------- | ------------------------- | ------------- | ----------------- | --------------------- | ---------------- | -------------------- | -------- | ------------------- |
| أنا                   | آنا                       | راني          | نْفعلْ              | ندير / نلعب           | فْعلْتْ             | دَّارت / لعبت          |          |                     |
| نحن                   | حْنا(يا)                   | رانا          | نْفعلوا            | نديروا / نلعبوا       | فْعلْنا            | دَّارنا / لعبنا        |          |                     |
| أنتَ                   | (اَ)نتا                    | راك           | تْفعلْ              | تدير / تلعب           | فْعلْتْ             | دَّارت / لعبت          | أْفعلْ     | دَّير /ألعب           |
| أنتِ                   | (اَ)نتي                    | راكي          | تْفعلي             | تديري / تلعبي         | فْعلْتي            | دَّارتي / لعبتي        | أْفعلي    | دَّيري / ألعبي        |
| أنتم                  | (ا)نتوما                  | راكم          | تْفعلوا            | تديروا / تلعبوا       | فْعلْتوا           | دَّارتوا / لعبتوا      | أْفعلوا   | دَّيروا / ألعبوا      |
| هو                    | هو                        | راهو/راها     | يْفعلْ              | يدير / يلعب           | فْعلْ              | دَّار / لعب            |          |                     |
| هي                    | هيَ                        | راهي/راها     | تْفعلْ              | تدير / تلعب           | فْعلْتْ             | دَّارت / لعبت          |          |                     |
| هم                    | هوما                      | راهم          | يْفعلوا            | يديروا / يلعبوا       | فْعلوا            | دَّاروا / لعبوا        |          |                     |

### النفي
أداة النفي: ماشي (من: ما.. شيء)، مُوش:
- « ماشي\موش أنا»
- « ماشي\موش مليحة\ملاحة»

أسلوب آخر للنفي:
- « ما مليحاش »

يتم نفي الفعل بإلحاقه زائدة محيطة هي « ما » قبل الفعل، و« ش » لنهايته:
- «لعبت» ← « ما لعبتـش »
- «قرا» ← « ما قراش »

أيضا في «الفعل المساعد»:
- «راني نلعب» ← « ما رانيـش نلعب»
- «راك تاكل» ← « ما راكـش تاكل»

وتستخد أيضا كلمات نافية أخرى (والو..) في تركيبة مع « ما » للتعبير عن أنواع أكثر تعقيدا من النفي ويتم الإستغناء عن « ش »:
- « ما قلت والو »
- « ما شفت حتى واحد»
- « والله ما علابالي»

أو عند نفي فعلان متتاليان (أو أكثر):
- « ما شفت ما سمعت»
- « ما كليت ما شربت»

### الإستجواب
- ماذا؟: واش/آش/شا؟
- متى؟: وقتاش/وينتا؟
- لماذا؟: (و)علاش/(و)علاه/لاش/لماه تقال في الشرق الجزائري، خصوصا في ولاية سكيكدة وعنابة
- أي؟: آما/واش من/وينا (ه)؟
- أين؟: وين/فاين؟
- مَن؟: شكون/منهو؟
- كيف: كيفاش/كيفاه؟
- كم: شحال/قدآش؟
- في ماذا؟: فاش/فاه/في واش؟
- مِن أين؟: منين/من وين؟
- بماذا؟: باش/بواش؟

### أسماء إشارة
| باللغة العربية | بالدارجة الجزائرية |
| -------------- | ------------------ |
| هذا            | هاذا (يا)          |
| هذه            | هاذي - هاذيا       |
| هؤلاء          | هاذو (ما)          |
| ذلك            | هذاك - ذاك         |
| تلك            | هذيك - ذيك         |
| أولئك          | هذوك - هذوكا       |

هآني (ها أنا)، هاهُو، هاهِي، هاهم

### ظرف مكان
- هُنا: هْنا (يا)
- هناك: لهيه\لهيك - ثما\ثماك - لتم